# Mion g-2
Mion g−2 (izgovarja se "g manj 2") je eksperiment v fiziki delcev v Fermilabu, pri katerem se meri anomalni magnetni dipolni moment miona z natančnostjo 0,14 dnm in katerega rezultat predstavlja občutljiv test standardnega modela. Lahko da bo rezultat zahteval obstoj povsem novih delcev, tj. fizike onstran standardnega modela.
Mion, tako kot njegov lažji sorodnik elektron, se vede kot magnetna vrtavka. Parameter z imenom "g-faktor" kaže, kako močan je magnet in kako hitro se vrti. Vrednost g je podobno kot pri elektronu nekoliko nad 2, od tod tudi ime poskusa. To razliko od 2 ("anomalni" del) povzročajo prispevki višjega reda iz kvantne teorije polja. Z visoko natančno meritvijo g −2 za mion želijo fiziki potrditi splošno veljaven standardni model - ali pa ga zavreči oziroma razširiti, če se bo izmerjeni g-2 statistično pomembno razlikoval od g-2 na osnovi teorije. Vsako znanstveno sprejemljivo odstopanje bi bilo razumeti kot dokaz za obstoj delcev izven standardnega modela.
Tri obdobja zajemanja podatkov (tek-1, tek-2 in tek-3) so zaključena, tek-4 trenutno še poteka. Rezultate analize podatkov teka-1 (6 % doslej zajetih meritev) so objavili  7. aprila 2021. Rezultat se signifikantno razlikuje od vrednosti na osnovi teorije  (čeprav še ne na ravni 5σ) standardni model, zato bo morda treba posodobiti trenutno razumljeno fiziko.

## Zgodovina eksperimenta

### Miong−2 v CERN-u
S prvimi poskusi mion g −2 so se začeli v CERN-u leta 1959 na pobudo Leona Ledermana. Skupina šestih fizikov je oblikovala prvi poskus s pomočjo sinkro-ciklotrona v CERN-u. Prvi rezultati, objavljeni leta 1961, so signifikantno različni od teorije pri p <=2 %; druga serija meritev je p znižala na 0,4 %.
Drugi poskus se je začel leta 1966 z novo skupino, ki je tokrat, še vedno v CERN-u, delala s sinhrotronom za protone. Rezultati, 25-krat natančnejši, so ugotovili statistično pomembno neskladje med eksperimentalnimi in teoretičnimi vrednostmi, tako da je bilo treba ponovno preračunati teoretični model. Tretji poskus, ki se je začel leta 1969, je končne rezultate objavil leta 1979 in potrdil hipotezo, da gre za različni vrednosti, s signifikanco p= 0,0007 %. ZDA so nato eksperiment g −2 prevzele leta 1984.

### Miong-2 v nacionalnem laboratoriju Brookhaven
Naslednja faza raziskav miona g- 2 je stekla v Narodnem laboratoriju v Brookhavenu na sinhrotronu z izmeničnim gradientom. Poskus je bil izveden podobno kot zadnji poskus v CERN-u, cilj pa je bil, natančnost izboljšati za faktor 20. Tehnično teče poizkus tako, da se mioni energije  3.094 GeV shranjujejo v magnetno polje, nato pa se merijo razlike v precesiji in vrtilni frekvenci mionov s pomočjo elektronov, ki nastanejo pri razpadu mionov. Napredek v natančnosti je bil ključno odvisen od veliko močnejšega žarka, kot je bil na voljo v CERN-u, in uporabe obroča za shranjevanje mionov. Predhodni poskusi v CERN-u so v skladiščeni obroč vbrizgavali pione, od katerih je v obroču le majhen del razpadel v mione. Poskus v Brookhavenu je zajemal podatke s pozitivnimi in negativnimi mioni med 1997 in 2001. Njegov končni rezultat, dobljen z združitvijo skladnih rezultatov podobne natančnosti za pozitivne in negativne mione, se je od teoretične vrednosti razlikoval pri 2,5 σ.

### Miong−2 v Fermilabu
Poskus Brookhaven se je končal leta 2001, vendar je deset let kasneje Fermilab prevzel opremo, z namenom natančneje meriti in izboljšati statistiko in tako bodisi neskladje s teorijo odpraviti bodisi razliko potrditi kot eksperimentalen dokaz za fiziko, ki presega standardni model. Magnet so prenovili in zagnali septembra 2015 in pri tem potrdili, da ima isto enakomernost osnovnega magnetnega polja 1.3 dnm kot pred selitvijo. Oktobra 2016 je bil magnet znova obnovljen in znova uravnan, tako da se je celokupna enakomernost polja izboljšala za faktor 3. Magnet je prejel prvi žarek mionov na novi lokaciji 31. maja 2017. nakar je zbiranje podatkov teklo do konca leta 2020.
7. aprila 2021 so objavili rezultate meritev v Fermilabu .Rezultat se v okviru natančnosti metode pokriva z rezultati iz Brookhavena in je od najnovejših teoretičnih raziskav signifikantno različen na ravni 3,3 σ. Teoretični magnetni navor in izmerjeni g se torej razlikujeta nekje na šestem decimalnem mestu. Če se podatki iz Brookhavena in Fermilaba združijo, je razlika signifikantna na ravni 4,2σ.
3. junija 2025 je eksperiment Fermilab dosegel končno, najnatančnejšo meritev mionskega magnetnega momenta, ki v analizo vključuje vseh šest nizov podatkov. V izavi za javnost so navedli, da je zadnja eksperimentalna vrednost magnetnega momenta miona aμ = 0,001165920705(114), kar je povzročilo nadaljnje izboljšanje za 2x faktor v primerjavi z rezultati iz leta 2023. Navedena natančnost rezultata pri 0,127 ppm je prav tako presegla naörtovani cilj eksüperimenta -  0,14 ppm.[11]

## Teorija magnetnih navorov
G nabitih leptonov (elektrona, miona ali delca tau) je zelo blizu 2. Razlika do 2 ("anomalni" del) je odvisna od vrste leptona in jo je mogoče poljubno natančno izračunati na podlagi trenutnega standardnega modela. Meritve za elektron se s teoretično vrednostjo odlično ujemajo. V Brookhavenu so merili g-2 za mione, kar je zaradi kratke življenjske dobe delcev tehnično veliko teže; ugotovili so izzivajoče, vendar še ne dokončno, odstopanje na ravni 3.7 σ med izmerjeno vrednostjo in napovedjo standardnega modela (0.001 165 920 89 proti 0.001 165 9180).
Meritev g−2 za elektron je najbolj natančno določena količina v fiziki. Pred kratkim je bila izmerjena z natančnostjo 3 delov na 1013, poleg tega so izračunali teoretično vrednost QED na osnovi 12.672 Feynmanovih diagramov (gl. na primer seminar   Kljub tem neverjetnim eksperimentalnim in teoretičnim dosežkom pa je prispevek (m/M) 2 novih delcev zaznaven le pri majhnih vrednostih mase ( tj. masa <100 MeV) in trenutno se izmerjene in predvidene vrednosti dobro ujemajo. Drugače je pri meritvi g −2 za mion z maso 220 mas elektrona. Izračunati teoretično mionov g faktor s standardnim modelom je izjemno  zapleteno in obstaja več različnih pristopov. Glavna težava je, da na vrednost vplivajo virtualni hadroni.[27]
Leta 2020 je Muon g − 2 Theory Initiative objavila soglasno izračunano vrednost. ki temelji na perturbativnih metodah.[28][29] Sodelovanje med ustanovcami  v Budimpešti, Marseilleu in Wuppertalu (BMW) je leta 2021 objavilo rezultate izračunov g-faktorja v mreži QCD [30][31], ki so bili med eksperimentalno vrednostjo, pridobljeno v Fermilabu, in teoretično vrednostjo, izračunano s strani Muon g − 2 Theory Initiative. Kasnejša dela skupine Coordinated Lattice Simulations (CLS) [32] [33] in European Twisted Mass Collaboration (ETMC) [34] [35] nakazujejo, da gre mogoče pri oceni R-razmerja hadronske vakuumske polarizacije, ki jo uporablja Fermilab, za sistematične napake. [36]

## Izvedba eksperimenta
Osrednjega pomena za poskus je superprevodni magnet s premerom 15 m in z izjemno enakomernim magnetnim poljem. Poleti 2013 so ga v enem kosu prepeljali iz Brookhavena na Long Islandu, New York, do Fermilaba v Batavii, Illinois. Potovanje je trajalo 35 dni, prevoženih je bilo več kot 5000 km, večinoma na ladji vzdolž vzhodne obale ZDA, okoli Floride in nato po Missisipiju. Začetna in zadnja etapa sta bili na posebnem tovornjaku ponoči po zaprtih avtocestah.

### Detektorji
Magnetni navor meri 24 elektromagnetnih kalorimetrov, ki so enakomerno porazdeljeni na notranji strani shranjevalnega obroča. Kalorimetri merijo energijo in čas prihoda (in njihovo število) pozitronov iz razpada mionov, ki se vbrizgavajo v shranjevalni obroč. Mion razpade v dva nevtrina in pozitron z manj energije kot jo je imel prvotni delec. Magnetno polje pozitron usmeri navznoter, kjer naleti na segmentirani kalorimeter iz svinčevega fluorida s silicijevimi foto pomnoževalkami (SiPM).
Sledilni detektorji zabeležijo pot pozitronov po razpadu miona v shranjevalnem obroču. Sledilnik lahko meri električni dipolni moment miona, ne pa tudi neposredno magnetni navor. Glavni namen sledilnika je izmeriti profil žarka mionov, pa tudi razločevati nakopičene dogodke (kar zmanjšuje sistematično negotovost pri merjenju kalorimetra).

### Magnetno polje
Za merjenje magnetnega momenta z natančnostjo na ravni 1 na milijardo ppb je mora enakomernost magnetnega polja imeti enako natančnost. Eksperimentalni cilj g −2 je doseči stopnjo negotovosti na magnetni vrednosti do 70 ppb, povprečno po času in porazdelitvi mionov. Enakomerno magnetno polje moči 1.45 T v shranjevalnem obroču ustvarjajo superprevodni magneti, vrednost polja se aktivno zasleduje po celotnem obroču s sondo NMR na mobilnem vozičku (ki ne prekinja vakuuma). Sonda uporablja Larmorjevo frekvenco protona v sferičnem vzorcu vode za visoko natančnost za jakost magnetnega polja.

### Zbiranje podatkov
Bistvena komponenta eksperimenta je sistem za zajem podatkov (DAQ), ki nadzoruje pretok podatkov iz detektorske elektronike. Pogoj za poskus je zajem surovih podatkov s hitrostjo 18 GB/s. Za to se uporablja 24 vzporedno delujočih hitrih grafičnih procesorjev (NVIDIA Tesla K40), ki obdelujejo podatke iz 12-bitnih digitalizatorjev. Za nadzor skrbi programsko okolje MIDAS DAQ. Sistem DAQ obdeluje podatke iz 1296 kalorimetričnih kanalov, 3 postaj za sledenje slamic in iz pomožnih detektorjev (npr. števcev za mione na vhodu). Skupna količina izhodnih podatkov se ceni na 2 PB.

## Sodelovanje
V eksperimentu sodelujejo naslednje univerze, laboratoriji in podjetja: 

### Univerze
- Univerza Boston
- Univerza Cornell
- Univerza Johannes Gutenberg University Mainz
- Univerza Illinois at Urbana-Champaign
- Univerza James Madison
- Korea Advanced Institute of Science and Technology (KAIST)
- Univerza Kentucky
- Univerza Liverpool
- Univerza Lancaster
- University College London
- Univerza Manchester
- Univerza Massachusetts
- Univerza Michigan State
- Univerza Michigan
- Univerza Mississippi
- Università del Molise|Univerza Molise
- Universita' degli Studi di Napoli Federico II
- North Central College
- Northern Illinois
- Univerza Regis
- Univerza Shanghai Jiao Tong
- Technische Universitat Dresden
- Università di Udine|Univerza Udine
- Univerza Virginia
- Univerza Washington

### Laboratoriji
- Laboratorij Argonne National
- Laboratorij Brookhaven National
- Laboratorij Fermi National Accelerator
- Budker Institute of Nuclear Physics
- Istituto Nazionale di Fisica Nucleare
- Joint Institute for Nuclear Research, Dubna
- Laboratori Nazionali di Frascati
- INFN, Sezione di Napoli|Istituto Nazionale di Fisica Nucleare|INFN, Sezione di Napoli
- INFN, Sezione di Pisa|Istituto Nazionale di Fisica Nucleare|INFN, Sezione di Pisa
- Institute for Basic Science, S. Korea